# John William Pierson
John William Pierson (* 29. Juni 1833 in Danzig; † 19. August 1899 in Berlin) war ein deutscher Pädagoge, Historiker und Autor geschichtsbezogener Werke.
Piersons Rufname war William. Seine Eltern waren der Königliche Vermessungsrevisor und Baukondukteur James Pierson und die in Danzig geborene Luise Laura Holz. Nach dem Besuch der Gymnasien in Danzig und Elbing studierte Pierson seit 1851 an der Universität Königsberg Philologie und Geschichte. 1855 promovierte er an der Universität Halle und bestand in Jena die Prüfung für das höhere Lehramt. Im Jahr 1859 erhielt er eine Anstellung als Lehrer an der Dorotheenstädtischen Realschule in Berlin, wo er 1870 zum Professor ernannt wurde. In seinen letzten Lebensjahren befand sich Pierson in einem schlechten Gesundheitszustand, durch den er 1893 schließlich genötigt wurde, sein Lehramt aufzugeben.
Als Gelehrter und Schriftsteller betätigte sich Pierson auf verschiedenen Gebieten. Nachdem er sich zunächst der klassischen Philologie zugewandt hatte, widmete er sich später dem Studium der Altpreußischen Sprache und des Volkstums der alten Preußen. Zu seinen Publikationen zählen u. a. ein altpreußisches Wörterbuch und ein altpreußischer Namenskodex. Seine Resultate auf dem Gebiet der Sprachforschung wurden allerdings von Experten skeptisch beurteilt. Piersons Publikationen über historische Themen waren meist an einen breiteren Leserkreis gerichtet. Kleinere Abhandlungen veröffentlichte er in der Zeitschrift für preußische Geschichte und Landeskunde, der Altpreußischen Monatsschrift und in anderen Zeitschriften. Er war auch Autor eines Schulbuchs über preußische Geschichte. Allgemeine Anerkennung und weite Verbreitung fand seine Preußische Geschichte, die erstmals 1865 erschien und vielmals neu aufgelegt wurde; die von seinem Sohn besorgte 19. Auflage von 1910 enthält ein Bildnis des Verfassers.

## Werke (Auswahl)
- Preußische Geschichte. Mit einer historischen Karte. Berlin 1965 (Volltext).
- Leitfaden der  preußischen Geschichte nebst Zeittafeln und Übersichten. Nachdruck 2013 durch Salzwasser-Verlag (eingeschränkte Vorschau).
- Nachtrag zu den „litauischen Aequivalenten“. In: Altpreußische Monatsschrift. Band 8, Königsberg 1871, S. 362–367.
- Aus einem Collektaneenbuche Caspar Hennenbergers (mitgeteilt von W. Pierson).  In: Zeitschrift für Preußische Geschichte und Landeskunde. Band 10, Berlin 1873, S. 56–64,  S. 85–100 und S. 482;  Band 11, Berlin 1874, S. 28–32 und S. 357–364.
- Altpreußischer Namenskodex.  In: Zeitschrift für Preußische Geschichte und Landeskunde. Band 10, Berlin 1873, S. 483–514, S. 618–642 und  S. 685–744.
- Spuren des Celtischen in der altpreußischen Sprache. In: Zeitschrift für Preußische Geschichte und Landeskunde. Band 11, Berlin 1874, S. 755–759.